# The Free Design
The Free Design est un groupe de pop américain des années 1970, composé par des membres d'une même famille originaire de Delevan (comté de Cattaraugus dans l'État de New York), les Dedrick (Chris, Bruce, Sandy et Ellen). Leur petite sœur Stefanie a également participé brièvement au groupe. Leur oncle paternel Rusty Dedrick (en) fut un trompettiste de jazz réputé.
Le groupe a été actif de 1967 à 1972, période durant laquelle il a réalisé 7 albums, puis il s'est séparé. Il s'est reformé en 2000 et 2001 et a sorti un album. Un album est sorti en 2005, avec des remix de certains de leurs titres.

## Discographie
- Kites Are Fun (1967)
- You Could Be Born Again (1968)
- Heaven/Earth (1969)
- Stars/Time/Bubbles/Love (1970)
- ...Sing for Very Important People (1970)
- One By One (1971)
- There is a Song (1972)
- Cosmic Peekaboo (2001)
- The Now Sound Redesigned (2005)

## Dans la culture populaire
Les chansons et musiques du groupe ont été utilisées dans les bandes-sons de films au cinéma ou à la télévision, et dans des spots publicitaires.

### Films
- 1972 : The Happiness Cage
- 2004 : Childstar (en)
- 2006 : L'Incroyable Destin de Harold Crick
- 2021 : Loups-Garous, le titre I Found Love (paroles et musique) est utilisé intégralement dans le générique de fin

### Séries télévisées
- 2001 : Gilmore Girls (saison 2, épisode 1, Questions pour un mariage [titre original : Sadie, Sadie])
- 2008 : Weeds (saison 4, épisode 13, Mission accomplie [titre original If You Work for a Living, Then Why Do You Kill Yourself Working?])

### Publicités
- Toyota (clip international, 2009), paroles et musique du titre Love You (1970)
- Materne (clip français Pom'Potes, 2018), paroles et musique du titre Love You (1970)